# Epigrafik
 Denne artikel bør gennemlæses af en person med fagkendskab for at sikre den faglige korrekthed.
    Opslaget er en i sproget moderat moderniseret version af artiklen i Salmonsen – 
Yderligere sproglig og faglig opdatering kunne ønskes

Epigrafik (gr. ἐπιγραφή epi-graphē; lat. inscriptio) er læren eller videnskaben om indskrifter og har til opgave at fortolke indskrifter fra ældre tider, som er indhuggede, indridsede, malede, tegnede eller lignende på hårde genstande som metal, sten, brændt ler, træ og lignende, ligesom man også til epigrafik må henføre indskrifter, der ved hjælp af et udskåret stempel, form eller lignende er indslået eller indtrykket på genstande af brændt ler, metal osv. (fabrikmærker) og de til disse hørende stempler, hvorimod epigrafik ikke giver sig af med de indskrifter eller påskrifter, som er indslået på stykker metal og andet hårdt materiale for derved at autorisere disse metalstykker som betalingsmiddel altså mønter, medaljer og lignende, som hører under numismatikken eller møntlæren; seglindskrifter hører under sfragistikken.
Epigrafik giver sig i reglen heller ikke af med indskrifter, som er skrevne, malede, tegnede osv. på papir eller papirlignende stoffer, som
for eksempel papyrus, pergament, linned, hvilket snarere hører under palæografien, eller videnskaben om gammel skrift, denne videnskab
taget i snævrere betydning, thi taget i videre betydning omfatter palæografien alle videnskaber om gamle skrifter, altså også epigrafik.
For så vidt som de på papir, pergament osv. nedskrevne skrifter, aktstykker, breve osv. tilhører middelalderen eller endnu nyere tider, behandles de i diplomatikken.

## Historisk hjælpevidenskab
Epigrafikken hjælper med at dechifrere, læse, oversætte, forklare, værdsætte indskrifter fra ældre tider, bestemme deres tid og af dem
at uddrage alle i dem indeholdte historiske, geografiske, arkæologiske og filologiske oplysninger osv. Epigrafik er følgelig en del af arkæologien, og det en meget vigtig del deraf, da indskrifter i hele oldtiden spillede en helt anden fremtrædende rolle, end tilfældet er i vore dage, hvor indskrifter nærmest kun anvendes til grav- og æresminder; til vejvisere af forskellige art og lignende i oldtiden havde man nemlig ikke til sin rådighed de mangeartede midler, der er til rådighed i vore dage til hurtig og let at sprede meddelelser og kundgørelser i vide kredse. Man havde næsten ingen andre midler end indskrifter til rådighed, når det gjaldt om at bringe meddelelser og kundgørelser til almindeligt kendskab.
På denne måde meddelte man love, forordninger, beslutninger, bestemmelser – vedtaget af de styrende i stat, kommune eller korporationer – traktater med fremmede magter, regnskaber for anvendelsen af offentlige midler, aflagt af dem, som var betroet sådanne hverv. På offentlige bygninger, templer til gudernes ære, velgørende stiftelser osv. lod gerne de, hvem disse bygninger skyldtes, indhugge indskrifter, indeholdende stifterens navne og titler.
Undertiden knyttedes hertil fortællinger om historiske begivenheder, som havde spillet en rolle i stifterens liv eller stod i forbindelse med opførelsen af bygningen. På de ægyptiske templer ser man de faraoners navne og titler, som har opført eller restaureret disse bygninger, eller som har bidraget til deres videre udsmykning, indhuggede ofte mangfoldige gange. Af og til knyttes hertil fortællinger om nogle af kongens bedrifter.
De assyriske konger lod ofte deres paladsers vægflader pryde med uddrag af deres rigsårbøger, indeholdende fortællinger om deres sejre og byggeforetagender, hvilke indskrifter de lod indhugge med kileskrift i pragtsalene; eller også lod de sådanne beretninger indridse med kileskrift på cylindre af ler, der brændtes i ovne og nedlagdes under grundstenene.
Assyriske, ægyptiske, persiske og andre konger lod ofte historiske indskrifter indhugge på klipper (Bavian, Bisutun, Mesa i Moab og flere). Mange indskrifter fortæller om æresbevisninger som vistes privatpersoner, om byråds eller korporationers beslutninger om at hædre fortjente mænd, medens andre indeholder taksigelser og løfter til guderne. Den private forfængelighed spiller i det hele en stor rolle ved fremkomsten af
indskrifter. Ikke sjældent er indskrifterne ledsaget af kunstneriske fremstillinger; og undertiden indtager indskrifterne, når de er forbundet
med sådanne, en meget underordnet plads, idet de kun er bestemt til at forklare eller lette forståelsen af de fremstillede figurer eller
scener.

## Indskrifters inddragelse i historieskrivningen
Oldtiden
Allerede i oldtiden var man blevet opmærksom på indskrifters vigtighed i historisk henseende, og ikke få af oldtidens historiske forfattere har benyttet indskrifter som kilder, om end mange foretrak frit at sammensætte taler og aktstykker i stedet for at gøre sig den ulejlighed at undersøge, om ikke en indskrift et eller andet sted meddelte ordlyden. Allerede historiens fader, Herodot, benytter indskrifter og støtter oftere sine meddelelser til sådanne. Thukydides og flere følgende forfattere trådte i den henseende i Herodots fodspor. Ja vi ser endog allerede i oldtiden epigrafik begynde at udvikle sig som videnskab. I den aleksandrinske tid gav flere lærde sig af med at afskrive, samle og ordne græske indskrifter, det første skridt til udviklingen af en videnskabelig epigrafik.
Endnu efter kristendommens sejr i romerriget var anvendelse af indskrifter meget udbredt; men da barbariske, lidet skriftkyndige folk oversvømmede romerriget, blev anvendelsen snart meget begrænset; og i løbet af adskillige århundreder fremkom der næppe andre indskrifter end gravskrifter, men de talrige indskrifter, som var tilbage fra oldtiden, blev dog ikke helt upåagtede. Allerede under karolingerne begyndte man at samle indskrifter fra oldtiden. Der findes således en samling indeholdende 80 indskrifter fra Rom, i et fra klostret Einsiedeln stammende håndskrift. En samling kristne epigrammer fra Milano: Sylloge Pallatina stammer også fra dette tidsrum.
13-1400-tallet
Efter flere århundreders standsning ses Cola di Rienzo 1344 i sin Descriptio Urbis Romae at benytte oldtidsindskrifter, som han med iver havde samlet; humanisten Poggio (1380-1459) samlede ligeledes gamle indskrifter. Ingen viste dog så stor energi i den retning som købmanden Cyriacus fra Ancona (1391-1457), der foretog vidtløftige rejser, på hvilke han afskrev ikke blot latinske, men også mange græske indskrifter. I den følgende tid gjorde epigrafik et stort fremskridt derved, at man begyndte at anvende den nylig opfundne bogtrykkerkunst til udgivelse af samlinger. Begyndelsen blev gjort 1489 i Venezia af Desiderio Spreti med en samling fra Ravenna; 1521 udkom en romersk samling af Francesco degli Albertini; den udkom hos bogtrykkeren Mazochi i Rom.
1500-tallet
Eksemplet fulgtes snart nord for alperne, således af Peutinger i Augsburg 1505, af Huttichius i Mainz, af Apian og Amantius i Ingolstadt. Alle disse var lokalsamlinger; den første systematiske samling skyldes nederlænderen Martin Smetius (Antwerpen 1588). Men da der endnu fandtes meget ubenyttet materiale, bevægede den berømte Joseph Justus Scaliger den lærde Jan Gruter til at samle alle kendte indskrifter i et Corpus inscriptionum. Bogen udkom 1603 i Heidelberg (Inscriptiones antiquæ totius orbis romani).
1600-tallet
I 17. århundrede udkom endnu mange samlinger, der særlig skyldes lærde tyskere og italienere, af hvilke bør nævnes: Gudius, Reinesius, Doni, Fabretti, Gori og Muratori. Denne sidste foranstaltede en samlet udgave af alle hidtil kendte indskrifter. Af lærde rejsende, ved hvem ny og vigtige indskrifter blev kendte, må nævnes Spon, Wheler og flere andre. Alle de hidtil omtalte samlinger havde en væsentlig mangel: ved mange indskrifter havde man ingen sikkerhed for, at de var nøjagtig afskrevne, ja ikke engang for, at de virkelig var til; der var nemlig mange falske indskrifter i omløb, hvoraf de fleste stammede fra arkitekten Ligorio fra Napoli, der i et stort værk, en encyklopædi der udkom i Torino 1720, havde indflettet mange af ham opfundne indskrifter. Det var derfor et stort fremskridt, da Scipio Maffei (1675-1755) gik tilbage til originalerne og fremhævede nødvendigheden heraf.
1700-tallet
Man fik egentlig først øjet op for den store betydning, som epigrafik har for kendskabet til oldtiden, da Luigi Gaetano Marini (1742-1815) 1795 udgav Gli Atti dei fratelli Arvali, som gav underretning om mange højst vigtige, men hidtil ukendte forhold i det gamle Rom. Af en anden lærd italiener, Bartolomeo Borghesi (1781-1860), udgavs efterhånden en række epigrafiske arbejder, som endnu den dag i dag, trods alt
hvad der siden er kommet frem, har bevaret deres fulde værd.
Men trods alt hvad der var gjort, stod endnu meget mere tilbage. Man havde ikke nogen, endog blot tilnærmelsesvis fuldstændig samling af de dengang kendte latinske indskrifter. At afhjælpe dette savn gjorde den unge danske lærde Olaus Christian Kellermann (1805-37) til sin
livsopgave; han arbejdede ufortrødent på at forberede et sådant omfattende værk og på at vække interessen derfor; men hans tidlige død afbrød foretagendet. Først 1863 kom det så vidt, at et Corpus Inscriptionum Latinarum kunne begynde at se lyset; det udgives af Berlin-akademiet, og der var i begyndelsen af 1900-tallet udkommet 17 bind; de til de udkomne dele henhørende, stadig tilkommende nyopdagede indskrifter udgives siden 1872 af samme i Ephemeris Epigraphica. Sjælen i foretagendet var Theodor Mommsen, ved siden af hvem man kan nævne en række fortrinlige lærde i omtrent alle kulturlande, som har gjort sig fortjente af den klassiske epigrafik. Af den kristne tids epigrafik har de Rossi og Le Blant indlagt sig særlig fortjeneste.
Græsk epigrafik
Medens man i alle de her omtalte indskriftsamlinger nærmest kun finder latinske indskrifter og kun få græske, lå den græske epigrafiks vidtstrakte mark længe hen næsten uopdyrket. De allerfleste lande, hvor der fandtes græske indskrifter, var nemlig i tyrkernes hænder, og videnskabelige undersøgelser var her overalt forbundet med de største vanskeligheder og farer.
Henimod slutningen af 18. århundrede lykkedes det dog flere energiske videnskabelige rejsende at hjembringe afskrifter af ikke få græske indskrifter og at tolke dem, men manglen af et samlet kritisk arbejde var stadig meget følelig. Der var nemlig også mange falske græske
indskrifter i omløb, der især skyldtes abbed Fourmont. Heldigvis lykkedes det Philipp August Boeckh i Berlin at få Berlin-akademiet til at bekoste et sådantsamlet værk, der udkom 1824-64 under titlen Corpus Inscriptionum Græcarum (bind I-II er af Boeckh selv, bind III er udgivet af Franz, bind IV, indeholdende indskrifter fra den kristne tid, er af Kirchhof, Curtius, Hübner og andre).
Af udmærkede dyrkere af den græske epigrafik må endnu nævnes den højst fortjente Letronne, af hvem der blandt andet haves en mønsterværdig samling af indskrifter fra Ægypten, ledsaget af en indgående forklaring (Recueil des inscriptions grecques et latines de l'Égypte, Paris 1828-43). Da antallet af kendte græske indskrifter siden udgivelsen af Corpus er steget overordentlig, har akademiet i Berlin begyndt en ny, langt mere omfattende udgivelse, hvoraf der allerede i begyndelsen af 1900-tallet var udkommet flere foliobind, indeholdende indskrifter fra Attike, Nordgrækenland, Sicilien osv. Tillæg gives stadig i det af akademiet i Berlin udgivne Ephemeris Epigraphica.
Medens Akademie der Wissenschaften i Berlin i sit store ny indskriftsværk med titlen Inscriptiones graecae behandler alle græske indskrifter fra Europa og de græske øer, har akademiet i Wien 1903 begyndt et tilsvarende stort samlerværk over alle græske indskrifter fra
Lilleasien og andre asiatiske lande. Dette værk, Tituli Asiæ Minoris, i hvilket også alfabetiske indskrifter fra disse lande, affattede i andre sprog end oldgræsk, er behandlede, tegner til at blive lige så omfattende som det, akademiet i Berlin udgiver.
Foruden disse store samlinger er der i flere lande og byer udkommet værker, i hvilke de græske indskrifter, der findes på disse områder, er samlede og forklarede. Man kan her omtale The Collection of Ancient Greek Inscriptions in the British Museum (1874-93 i fire bind) af Newton, Hicks og Hirschfeld. Hertil må føjes udgivelse af samlinger af græske papyrus, fra London, Paris, Berlin, Wien, Leipzig, Genève, Torino osv. og af ostrakon-indskrifter på potteskår (fra Ægypten, udgivet af Ulrich Wilcken, 1899). Nævnes må endvidere mindre samlinger af udvalgte græske indskrifter, således Recueil des inscriptions juridiques grecques af Dareste, Haussollier og Reinach (1901-05), Epigrammata græca af Kaibel (1878), fremdeles skrifter til lettelse ved studier, som: Dittenberger: Sylloge inscriptionum græcorum (1898-1901); Hicks, A manual of greek historial inscriptions (2. udgave 1901); Collitz-Bechtel, Sammlung der griechischen dialektinschriften (1884-1905). Lignende nyttige udvalg haves også af latinske indskrifter, således: Dessau, Inscriptiones latinæ selectæ (1882-1906); Bücheler, Carmina latina epigraphica (1897) osv.

## Geografisk
Norden
Endnu inden den første omfattende samling af indskrifter fra den klassiske oldtid udkom (1602), var man i Norden begyndt at udvide området af epigrafik, idet man her allerede i 16. århundrede gav sig til at samle runeskrifter og at tolke dem. Denne gren af epigrafik fandt i lang tid kun dyrkere i Norden, og det er først i slutningen af 1800-tallet, at der er fremkommet videnskabelige arbejder om runerne uden for Norden.
Italien
Det af nordiske lærde givne eksempel, at opsøge og tolke andre indskrifter end græske og latinske, fandt snart efterlignere uden for Norden. Italienerne gik også her i spidsen. Allerede i 18. århundrede søgte man ikke helt uden held at tolke de gamle indskrifter, man efterhånden opdagede i forskellige egne af Italien, og som er affattede i forskellige gamle sprog, som umbrisk, oskisk, sabellisk og etrurisk. Studiet af disse grene af epigrafik har også gjort fremskridt, man finder de olditaliske indskrifter samlede og tydede hos Fabretti (Corpus Inscriptionum Italicorum antiquioris ævi, Torino 1867) og andre. De etruriske indskrifter bliver samlede i Danielssons og Paulis Corpus Inscriptionum Etruscarum (Leipzig 1893-1902).
Andre europæiske lande
I andre europæiske lande søgte man også efter gamle indskrifter og bestræbte sig for at tyde, hvad man fandt. I Frankrig fandt man galliske eller keltiske indskrifter (skrevne med græske og latinske bogstaver, men i keltisk sprog); de er behandlede af blandt andre Arbois de Jubainville. I Spanien har man fundet kelt-iberiske indskrifter; men tolkningen er ikke meget fremskreden. Oldbritiske indskrifter er sjældne, findes måske kun på mønter. I Irland haves de såkaldte Ogham-indskrifter, ligesom man i flere egne af Storbritannien har fundet runeskrifter stammende fra
nordboer.
Semitisk sprogområde
En meget væsentlig udvidelse af sit område fik epigrafik i 18. århundrede, da abbed Barthélemy dechifrerede de fønikiske indskrifter, hvoraf man dengang kun kendte meget få. Herved åbnedes en ny mark for epigrafik, der snart skulle vise sig yderst rig og frugtbar, nemlig det semitiske område. Efterhånden har dette udviklet sig til alle sider. Dels har man siden fundet mange flere fønikiske indskrifter, særlig i Nordafrika, de såkaldte puniske og nypuniske indskrifter, dels har man fundet flere hebraiske indskrifter, ikke blot fra en senere tid, men også fra selve den israelitiske kongeperiode (således Siloah-indskriften, omtrent 710 f. kr.), ja endog en moabitisk indskrift (Mesas støtte). Medens alle disse indskrifter er affattede på fønikisk og hebraisk (Kanaans tunge), er andre, endnu langt talrigere indskrifter affattede i sprog, som tilhører en anden gren af den semitiske sprogæt, nemlig den aramæiske gren.
Tidligst blev man opmærksom på de palmyrenske indskrifter, hvoraf der er kommet mange frem (de fleste findes i Ny Carlsberg Glyptotek), og på de nabatæiske indskrifter fra den sinaitiske halvø, de fleste i Vadi Mokatteb (Skriftdalen). I begyndelsen af 1900-tallet er der endnu kommet andre aramæiske indskrifter til, affattede i forskellige dialekter og med forskellige alfabeter, hvis indbyrdes slægtskab det for øvrigt er let at påvise. Hertil hører de mærkelige oldaramæiske indskrifter fra Sindsherli i Nordsyrien, nu i Berlin; de aramæiske indskrifter på assyriske lertavler og lignende fra det assyriske riges dage; de syriske indskrifter fra Orfa (Edessa) og andre steder; indskrifterne fra Safa i Syrien; indskrifterne fra Teima og Madain Saleh i midten af Arabien.
Mange lærde har arbejdet med held på disse grene af den semitiske epigrafik, således Gesenius, Tuch, Renan, de Vogüé, Waddington, Berger, Doughty, Clermont-Ganneau, Halévy, Euting, Sachau og flere andre. Til den sydlige gren af de semitiske sprog hører de himyaritiske indskrifter i Sydarabien, hvoraf de fleste er opdagede og tolkede af Halévy, Glaser og andre, ligesom endelig Ghez-indskrifterne fra Abessinien. Alle disse indskrifter er efterhånden blevet udgivet i det af l'Institut de France 1881 begyndte storartede Corpus Inscriptionum Semiticarum. I denne samling har de arabiske muslimske indskrifter ikke fundet plads; men da de ikke er uvigtige i historiske henseende, er de alligevel nu genstand for megen opmærksomhed.
Afrika
Af alfabetiske indskrifter i Afrika må endnu nævnes de libyske indskrifter fra Tunis (tolket af A. Judas) og de koptiske i Ægypten. I Asien er der foruden de ovenfor nævnte forskellige semitiske indskrifter tillige fundet adskillige alfabetiske indskrifter, affattede såvel i indoeuropæiske som i sprog tilhørende helt andre sprogfamilier. I Lilleasien har man fundet lykiske, frygiske og kariske indskrifter.
Sassaniderne
Derimod er det for længst lykkedes at læse og tolke såvel de fra sassanidetiden stammende Pehlevi-indskrifter fra Persien, hvis tydning skyldes Silvestre de Sacy, som forskellige indiske indskrifter, hvoraf der stadig kommer flere og flere frem. De ældste skyldes kong Açoka eller Piyadasa i 3. århundrede f.Kr. og indeholder denne konges dekreter, behandlede af Senart i Journal Asiatique. Den følgende tids indskrifter, hvortil der ligesom i Açokas er benyttet to indbyrdes en del forskellige alfabeter, et, som mere hører hjemme i syd, det andet mere i nord, vil man finde meddelte og behandlede i Indian Antiquary (bind I-XXXV) og den til tidsskriftet hørende Epigraphia Indica samt i Hultzschs South Indian Inscriptions (London 1890). Tydningen skyldes Prinsep, Cunningham, Bühler, Burgess og flere andre.
"Bagindien"
I Bagindien (nuværende Thailand, Cambodja, Laos, Vietnam, Singapore og fastlandsdelen af Malaysia) særlig i Cambodja og i Anam, findes ligeledes gamle indskrifter, dels i sanskrit, dels i khmer og andre bagindiske sprog; de er opdagede af Aymonier og andre og fortolkede af Abel Bergaigne i Journal Asiatique (1882-84) og andre. I det indre Asien ved Orkhon
og Jenissej findes mærkelige alfabetiske indskrifter, udgivet i pragtværkerne Inscriptions d'Orchon (Helsinki 1892) og i Radloffs Atlas der Alterthümer der Mongolie (Petrograd 1892). Tydningen skyldes professor Vilhelm Thomsen, der ad
sproglig og grammatikalsk vej har udfundet såvel de enkelte skrifttegns som de enkelte ords udtale og betydning. Sproget er tyrkisk.
Skrifttyper
Alle disse indskrifter er i det væsentlige alfabetiske. En overgang til stavelseskriften dannes af de cypriotiske indskrifter, hvis tydning i det væsentlige skyldes George Smith og andre, og hvis sprog er græsk, og af de persiske kileindskrifter. Det i begge disse gruppers indskrifter anvendte skriftsystem har kun et begrænset antal tegn (omtrent 40). Derimod løber antallet af ægypternes hieroglyfiske tegn og assyrernes, babyloniernes og andre folks kileskrifttegn op i hundrede- og tusindvis. En særegen art hieroglyfskrift fandtes hos chetitterne.
Kina
Kineserne har meget gamle indskrifter, som dog kun kendes i afskrifter, tagne for lang tid siden af kinesere; men der findes også andre steder kinesiske indskrifter indhuggede, således blandt andet ved Jenissej i Mongoliet i nærheden af de ovenfor omtalte tyrkiske indskrifter; disse kinesiske indskrifter er tolket af von der Gabelenz og Schlegel.
Amerika
Medens kinesisk nærmest er en ordskrift, må de gamle indskrifter fra Amerika, såvel de i maya-sproget som indskrifterne fra
Mellemamerika, for eksempel ved Palenqué, snarere kaldes en billedskrift; også disse indskrifters tydning skrider fremad. Medens alle hidtil omtalte indskrifter må betegnes som virkelig skrift, kan man næppe sige det samme hverken om de klipperistninger, som indianerne har efterladt sig på mange steder i Amerika (også på de tidligere danske øer), eller om vore skandinaviske helleristninger fra bronzealderen; de er nærmest kun rækker af billeder bestemte til at fattes umiddelbart af alle, uden at gå gennem noget sprog.
Tidlige systematiske fremstillinger
Man har flere systematiske behandlinger af græsk og romersk epigrafik; således: Franz, Elementa Epigraphicæ græcæ (Berlin 1840); Salpomon Reinach, Manuel d'Épigraphie grecque (Paris 1885); René Cagnat, Épigraphie latine (2. udgave Paris 1889). I Johannes Müllers Handbuch des classischen Alterthums findes såvel en græsk som en latinsk epigrafik. Den oldkristelige epigrafik er behandlet af le Blant, Épigraphie Chrétienne (Paris 1890). Uagtet tallet af de egentlige historiske indskrifter er forholdsvis lille, og det store flertal af indskrifter fra alle lande angår højst ubetydelige privatpersoner og dagligdags forhold, må dog ikke en eneste siges at være uden videnskabeligt værd. De fører os nemlig ofte på en langt mere anskuelig måde ind i fortidens liv og forhold end den gamle litteratur.